# Sinezona levigata
Sinezona levigata is een slakkensoort uit de familie van de Scissurellidae. De wetenschappelijke naam van de soort is voor het eerst geldig gepubliceerd in 1908 door Tom Iredale.